# Джордж Бреттингэм Соверби II
Джордж Бреттингэм Соверби II (англ. George Brettingham Sowerby II; 1812 — 26 июля 1884) — британский натуралист, иллюстратор и конхиолог.
Вместе со своим отцом, Джордж Бреттингэм Соверби I, опубликовал Thesaurus Conchylorium и другие иллюстрированные книги о моллюсках. Избран членом Лондонского Линеевского общества в 1844 году.